# Batemannia
Batemannia es un género con cinco especies de orquídeas . Es originario de Brasil.

## Descripción
Morfológicamente, Batemannia parece ser una especie de transición entre La subtribu Zygopetalinae y Lycasteinae. Cabe recordar como ejemplo general a Bifrenaria y Stanhopea, porque sus especies tienen pseudobulbos relativamente grandes y angulares.

## Distribución y hábitat
Es un género con cinco especies robustas, epífitas, que crecen y viven en los bosques tropicales húmedos en todo el Amazonas y en Brasil también recientemente en la Mata Atlántica

## Evolución, filogenia y taxonomía
El género fue propuesto por John Lindley y publicado en Edwards's Botanical Register 20: t. 1714,  en 1824. La especie tipo es Batemannia colleyi Lindley. 
Etimología
El nombre del género es un homenaje al botánico inglés James Bateman, que publicó varios libros y artículos sobre las orquídeas.

## Especies deBatemannia
- Batemannia armillata  Rchb.f. (1878)
- Batemannia colleyi  Lindl. (1835) - especie tipo
- Batemannia leferenzii  Senghas (1993)
- Batemannia lepida  Rchb.f. (1878)
- Batemannia wolteriana  Schltr. (1915)